# Eugenia mozomboensis
Eugenia mozomboensis är en myrtenväxtart som beskrevs av P.E.Sánchez. Eugenia mozomboensis ingår i släktet Eugenia och familjen myrtenväxter. IUCN kategoriserar arten globalt som starkt hotad. Inga underarter finns listade i Catalogue of Life.